# Лавантал-Арена
„Лавантал-Арена“ е футболен стадион във Волфсберг, Австрия. Тук Волфсбергер АК играе своите домакински мачове.

## История
Стадионът е построен през 1984 г. и капацитетът му е разширен от 6 500 до 7 300 през 2012 г.